# Pierre Itchko
Pierre Itchko (en bulgare Петър Ичко, en serbe cyrillique Петар Ичко) est un diplomate serbe et ottoman d’origine bulgare, mort le 5 mai 1808.

## Biographie
Il est né dans un village de la Macédoine méridionale Katranitsa, région du Kaylar, (aujourd’hui Pýrgi, Grèce) qui est connu pour ses traditions de charretiers. Il s’exile au Nord, s’occupe de commerce, devient le drogman dans la légation diplomatique ottomane à Berlin, probablement à Vienne aussi. Il s’établit comme  commerçant à Belgrade à la fin de XVIIIe siècle. Après le retour des janissaires à Belgrade (autour de 1802) il est forcé de passer à Zemun, une ville de l’empire des Habsbourg.
Pendant le Premier soulèvement serbe contre les Ottomans, en 1804, il est du côté des insurgés. Il les aide par son expérience de diplomate et de marchand. Il soutient la politique modérée qui vise à obtenir l’autonomie serbe en accord avec les Ottomans. Il est envoyé en 1806 comme négociateur serbe à Constantinople où il conclut une paix favorable à la cause serbe, la « paix d'Itchko ». Il s’établit du nouveau à Belgrade comme notable.
Il y meurt empoisonné le 5 mai 1808.

## Sources
- Ernest Lavisse, Alfred Nicolas Rambaud. Histoire générale du IVe siècle à nos jours : Napoléon, 1800-1815, Paris, 1897, p.712.
- Anatoliĭ Filippovich Miller. Mustapha Pacha Baĭraktar. Association internationale d'études du Sud-Est européen, 1975, p.404.
- Leopold von Ranke. The history of Servia and the Servian revolution. London,1853, p. 109.
- Stanford Jay Shaw. Between Old and New: the Ottoman Empire under Sultan Selim III, 1789-1807. Cambridge, Mass., Harvard University Press, 1971, pp. 342-356.
- Paul Frederic Shupp. The European Powers and the Near Eastern Question, 1806-1807, Columbia university press, 1931, pp.179-180.
- Trajan Stojanovich. "The Conquering Balkan Orthodox Merchant", Journal of Economic History, XX (June, 1960), pp. 234-313.